# Ростислав Ростиславович Романов (1985)
Ростислав Ростиславович Романов (нар. 21 травня 1985 Іллінойс, США) — британський художник та дизайнер. Нащадок імператорської династії Романових. Віцепрезидент Об'єднання членів роду Романових з 3 грудня 2017 року.
З 2021 року посідає 3 місце у порядку спадкування російського престолу, що, проте, не визнається гілкою Кириловичів. З огляду на те, що нинішній глава династії Олексій Андрійович, як і його молодші брати Петро та Андрій, не мають нащадків чоловічої статі, у майбутньому Ростислав Ростиславович з великою ймовірністю очолить рід Романових.

## Біографія
Ростислав Ростиславович належить до гілки «Михайловичів» роду Романових — чоловічої лінії нащадків великого князя Михайла Миколайовича, молодшого сина імператора Миколи I.
Старший син та друга дитина Ростислава Ростиславовича-старшого та його другої дружини Крістен Іпсен. У нього є старша сестра — Олександра Ростиславівна (нар. 1983) та молодший брат — Нікіта Ростиславович (нар. 1987). Від першого шлюбу батька зі Стефеною Вердел Кук у Ростислава є ще одна старша сестра — княжна Стефена Ростиславівна (у шлюбі Боггіс; нар. 1963).
Князь Ростислав Ростиславович народився 21 травня 1985 року у Лейк-Форесті, штат Іллінойс. Здобув освіту за спеціальністю «Образотворче мистецтво» University College Falmouth в Корнуоллі.
У 1998 році Ростислав відвідав Росію разом зі своїми батьками, братами та сестрами, щоб бути присутнім на похованні останків Імператора Миколи II та його родини. Шість місяців помер його батько (7 січня 1999 року, під час святкування Різдва).
З 2019 року проживає з Фотеїні Марією Георгантою (нар. 1980, Афіни), вінчались 2021 року, У пари є син Ростислав (2013 року народження).
Президент Об'єднання членів роду Романових, князь Микола Романович, призначив Ростислава офіційним представником роду Романових у Росії. Князь Ростислав Ростиславович входить до Об'єднання Членів Роду Романових з дня свого народження — з 21 травня 1985 року Об'єднання членів роду Романових і у 2007—2013 роках був членом комітету Об'єднання
Як нащадок Софії Ганноверської знаходиться в лінії наслідування британського престолу (станом на 2001 перебував під 3552 номером).